# Lúcia Mello
Lúcia Carvalho Mello mais conhecida como Lúcia Mello (Botucatu, 22 de setembro de 1932 - São Paulo, 08 de agosto de 2005)  foi uma atriz e diretora brasileira de teatro, cinema e televisão.

## Carreira
Iniciou sua trajetória artística na década de 1950 em teatro. Ao longo de quase quatro décadas de atividade em teatro, fora dirigida por importantes nomes, como Alfredo Mesquita, Benjamin Cattan, Ademar Guerra, Osmar Rodrigues Cruz e Sebastião Apollonio. Também dirigira espetáculos teatrais, além de produzi-los. 
Formara-se em 1959 na Escola de Arte Dramática da Universidade de São Paulo. Foi professora do Curso de Arte Dramática, da Universidade Federal do Rio Grande do Sul, tendo sido nesse período umas da primeiras mulheres a dirigir peças teatrais em Porto Alegre. 
Já no final da década de 1960 estreara em televisão, na telenovela Yoshico, um Poema de Amor (1967). Inicialmente trabalhara na TV Tupi, passando pela TV Globo, TV Cultura, Band e SBT. Destacara-se por sua atuação no teleteatro  "A Dama de Copas e o Rei de Cuba", em 1976, na TV Cultura. 
Em cinema estreara em 1970, no filme A Moreninha, interpretando Dona Violante, mesmo personagem que fizera em 1969 no teatro. 
Após finalizar as apresentações de Very Very Sexy em 1987, decidira por abandonar a carreira artística. 

## Filmografia

### Televisão
| Ano       | Título                    | Personagem      | Notas                                       |
| --------- | ------------------------- | --------------- | ------------------------------------------- |
| 1967      | Yoshico, um Poema de Amor | Lucy            |                                             |
| 1967      | Estrelas no Chão          | —               |                                             |
| 1969-1970 | Nino, o Italianinho       | Leonor          |                                             |
| 1971-1972 | A Fábrica                 | Nina            |                                             |
| 1972      | Signo da Esperança        | Lalá            |                                             |
| 1973      | O Semideus                | Mãe de Maneco   |                                             |
| 1976      | Teatro 2                  | —               | Episódio: "Napoleão e Elvira"               |
| 1976      | Teatro 2                  | —               | Episódio: "A Dama de Copas e o Rei de Cuba" |
| 1977      | Nina                      | Tereza (Teteia) |                                             |
| 1978      | Caso Especial             | —               | Episódio: "Jardim Selvagem"                 |
| 1978      | Pecado Rasgado            | Gisélia         |                                             |
| 1981      | Os Adolescentes           | Luciana Silva   |                                             |
| 1982      | Ninho da Serpente         | Rosalina        |                                             |
| 1982      | Renúncia                  | Amália Gomes    |                                             |
| 1983      | Sabor de Mel              | Mariana         |                                             |
| 1985      | Uma Esperança no Ar       | Lucila          |                                             |

### Cinema
| Ano  | Título                    | Personagem       |
| ---- | ------------------------- | ---------------- |
| 1970 | A Moreninha               | Dona Violante    |
| 1971 | Diabólicos Herdeiros      | Herdeira         |
| 1972 | O Jogo da Vida e da Morte | Atriz de TV      |
| 1974 | Gente Que Transa          | Cleonice         |
| 1976 | O Sexualista              | —                |
| 1977 | Jorden er flad            | Nilinha Montanha |
| 1981 | A Rainha do Rádio         | Dinorah          |

## Teatro[6]
Como atriz
- 1955 - O Instituto
- 1956 - Um Beijo Proibido
- 1958 - Teatro Cômico
- 1958 - Ubu Rei
- 1959 - A Devoção da Cruz
- 1959 - O Mal Entendido
- 1961 - As Cartas Marcadas ou Os Assassinos
- 1962 - O Malentendido
- 1963 - A Terra Devorada
- 1966 - A Alma Boa de Set-Tsuan
- 1967 - Marat/Sade
- 1968 - As Relações Naturais
- 1968 - Eu Sou Vida, Eu Não Sou Morte
- 1968 - Matheus e Matheusa
- 1968 - O Sonho Americano
- 1969 - A Moreninha
- 1970 - Memórias de um Sargento de Milícias
- 1980/1982 - Macunaíma
- 1981 - Jorge Dandan
- 1982 - Nelson Rodrigues, o Eterno Retorno
- 1982 - Nelson 2 Nelson
- 1983 - Amante S/A
- 1985 - Dona Flor e Seus Dois Maridos
- 1987 - Very Very Sexy

Como diretora
- 1961 - As Cartas Marcadas ou Os Assassinos
- 1963 - A Terra Devorada
- 1967 - Shakespeare, Shakespeare